# Woodbastwick
Woodbastwick – wieś w Anglii, w hrabstwie Norfolk, w dystrykcie Broadland. Leży 12 km na północny wschód od Norwich i 170 km na północny wschód od Londynu. Miejscowość liczy 362 mieszkańców.